# 隠れ家ごはん!〜メニューのない料理店〜
『隠れ家ごはん！〜メニューのない料理店〜』（かくれがごはん メニューのないりょうりてん）はテレビ朝日で2002年4月7日から2004年3月28日にかけて放送された「ごはん」をテーマにした料理番組である。番組タイトルは『隠れ家ごはん!』とも呼ばれる。
放送時間は日曜18:00 - 18:30（この枠は以前『料理バンザイ!』という雪印乳業一社提供の番組であったが、同社による牛乳食中毒事件や子会社（雪印食品）による牛肉偽装事件などで業績が悪化し、スポンサー降板とともに番組も終了）。提供スポンサーは農林水産省、全国米穀協会（現：米穀機構）、JA全中。後続番組は『いまどき!ごはん』。

## 放送内容
芸能人、著名人などの有名人ゲストが仮想レストラン『隠れ家ごはん』宛てに「思い出のごはん食メニューを作って欲しい」とメールを出し、それが同レストランに送られてくる。オーナーの西村雅彦、奥様の吉田恵、厨房主任の原口あきまさ、厨房見習いの金子昇がそのメールを読み、番組冒頭で掛け合いトークを繰り広げていく。そしてゲストが来店し、思い出の料理確認をしたあとで、原口・金子は（辻調理師専門学校のシェフとともに）調理に取り掛かる。
番組がスタートした2002年4月7日のゲストは、当時の内閣総理大臣の小泉純一郎。（農林水産省提供のため）
調理に取り掛かっている間、西村と吉田はゲストと「ごはんのotomo（おとも）」というプチ料理（例…「めはり寿司」「鰹のふりかけ」など）を作ったり、思い出の料理にまつわるトークをしたりする。ちなみに、この番組で過去に作った料理は、「エビフライカレー」「ハンバーグ」「豚肉ステーキ」「エビチリ」「筑前煮」「ソーキ汁」など。出来上がって、ゲストが試食に入り、しゃもじの色（ピッタリ…金、まあまあ…銀、すこしちがう…銅、かなりちがう…木）で料理の味などを判定。
なお、番組後半の3分間に「知って得する！心と体の健康ゼミナール」という、医学界の著名な医師がごはん食の良さを説明するコーナーがあった。

## ナレーション
- 伊津野亮

重厚なドキュメンタリーを重視した為か、語りはシリアスな口調だった。

## 熱血!ごはん道〜ノボルの料理修業～
厨房見習いの金子は、番組スタート当初の半年間は日本各地の"ごはん食"の取材の旅に出掛けたため、スタジオにはいなかった。これはオーナーの西村から「ごはん道を極めるため、全国を廻ってこい」と命令されたためである。その為か、金子がかつて出演していた特撮ドラマ『百獣戦隊ガオレンジャー』のセリフである「やる気満々だぜー！」が口癖となっている。

## スタッフ
- 構成：間マサムネ、小山薫堂、塩沢航、遠藤英明
- リサーチ：イーリス
- ＴＰ：高瀬義美
- ＴＤ：藤本伸一
- ＣＡＭ：遠山康之
- ＡＵＤ：片山勇
- ＶＥ：高木稔
- 照明：蓑島公男
- 美術プロデューサー：稲木大
- デザイン：坂根洋子
- 美術制作：清水久
- スタイリスト：戸村かすみ、佐藤ミサキ
- 編集：千房和子、山田恭子、三木貞義
- ＭＡ：林敬太郎
- 選曲効果：尾形香・四元裕二（メディアハウス）
- ＣＧ：宮門裕（レフティーズ）
- ＴＫ：小宮高子
- 広報：箕田夕佳（テレビ朝日）
- フードプロデューサー：向後千里（ちさと舎）
- フードコーディネーター：結城摂子
- ディレクター：石田年弘（イースト）
- 演出：河合優（イースト）
- プロデューサー：【本編】大木由紀子（テレビ朝日）、今野徹（イースト）、菅原章（電通)

【インフォマーシャル】竹内美樹男、金田一誠、山下つぼみ、石川裕子、阿久津樹里（オンザロード）、梅田創（電通）
- 営業：樋下稔生（電通）、梅田創（電通）

- 料理協力：服部栄養専門学校、佐藤月彦
- 技術協力：ニユーテレス、FLT、クロースタジオ
- 美術協力：アックス、アートメイク・トキ
- 制作協力：カノックス
- 制作【本編】：テレビ朝日、電通、イースト
- 制作【インフォマーシャル】：オンザロード、電通

## 放映ネット局
官庁がスポンサーについた関係からか、前番組と比べてクロスネット局や系列外での時差ネット局が増加（これらの局もスポンサードネット扱い）。国内のほとんどの地域で視聴可能となった。（◆印：時差ネット局）
| 放送地域       | 放送局                   | 系列                                         | ネット形態 | 備考 |
| -------------- | ------------------------ | -------------------------------------------- | ---------- | ---- |
| 関東広域圏     | テレビ朝日（EX）         | テレビ朝日系列                               | 制作局     |      |
| 北海道         | 北海道テレビ（HTB）      | テレビ朝日系列                               | 同時ネット |      |
| 青森県         | 青森朝日放送（ABA）      | テレビ朝日系列                               | 同時ネット |      |
| 岩手県         | 岩手朝日テレビ（IAT）    | テレビ朝日系列                               | 同時ネット |      |
| 宮城県         | 東日本放送（KHB）        | テレビ朝日系列                               | 同時ネット |      |
| 秋田県         | 秋田朝日放送（AAB）      | テレビ朝日系列                               | 同時ネット |      |
| 山形県         | 山形テレビ（YTS）        | テレビ朝日系列                               | 同時ネット |      |
| 福島県         | 福島放送（KFB）          | テレビ朝日系列                               | 同時ネット |      |
| 山梨県         | 山梨放送（YBS）          | 日本テレビ系列                               | 遅れネット |      |
| 新潟県         | 新潟テレビ21（NT21）     | テレビ朝日系列                               | 同時ネット |      |
| 長野県         | 長野朝日放送（abn）      | テレビ朝日系列                               | 同時ネット |      |
| 静岡県         | 静岡朝日テレビ（SATV）   | テレビ朝日系列                               | 同時ネット |      |
| 富山県         | 北日本放送（KNB）        | 日本テレビ系列                               | 遅れネット |      |
| 石川県         | 北陸朝日放送（HAB）      | テレビ朝日系列                               | 同時ネット |      |
| 福井県         | 福井放送（FBC）          | 日本テレビ系列 テレビ朝日系列                | 遅れネット |      |
| 中京広域圏     | メ〜テレ （NBN）         | テレビ朝日系列                               | 同時ネット |      |
| 近畿広域圏     | 朝日放送（ABC）          | テレビ朝日系列                               | 同時ネット |      |
| 鳥取県・島根県 | 山陰放送（BSS）          | TBS系列                                      | 遅れネット |      |
| 広島県         | 広島ホームテレビ（HOME） | テレビ朝日系列                               | 同時ネット |      |
| 山口県         | 山口朝日放送（yab）      | テレビ朝日系列                               | 同時ネット |      |
| 徳島県         | 四国放送（JRT）          | 日本テレビ系列                               | 遅れネット |      |
| 香川県・岡山県 | 瀬戸内海放送（KSB）      | テレビ朝日系列                               | 同時ネット |      |
| 愛媛県         | 愛媛朝日テレビ（eat）    | テレビ朝日系列                               | 同時ネット |      |
| 高知県         | 高知放送（RKC）          | 日本テレビ系列                               | 遅れネット |      |
| 福岡県         | 九州朝日放送（KBC）      | テレビ朝日系列                               | 同時ネット |      |
| 佐賀県         | サガテレビ（STS）        | フジテレビ系列                               | 遅れネット |      |
| 長崎県         | 長崎文化放送（NCC）      | テレビ朝日系列                               | 同時ネット |      |
| 熊本県         | 熊本朝日放送（KAB）      | テレビ朝日系列                               | 同時ネット |      |
| 大分県         | 大分朝日放送（OAB）      | テレビ朝日系列                               | 同時ネット |      |
| 宮崎県         | テレビ宮崎（UMK）        | フジテレビ系列 日本テレビ系列 テレビ朝日系列 | 遅れネット |      |
| 鹿児島県       | 鹿児島放送（KKB）        | テレビ朝日系列                               | 同時ネット |      |
| 沖縄県         | 琉球朝日放送（QAB）      | テレビ朝日系列                               | 同時ネット |      |

## 関連書籍
- 『隠れ家ごはん！ とっておきレシピ』テレビ朝日コンテンツ事業部　ISBN 4881312618